# Селезенівка
Селезенівка — село в Україні, у Сквирській міській громаді Білоцерківського району Київської області. Населення становить 582 особи.
Розташоване за 5 км на північний захід від центру громади — міста Сквира, на річці Сквирка.

## Походження назви
Назва зооморфного походження, від слова «селезень».

## Історія

Пам'ятник воїнам-односельцям, які загинули в роки німецько-радянської війни, село Селезенівка, біля будинку культури

Перша згадка про Селезенівку датується 1610 роком. 1864 року у селі (разом із Цапіївкою) налічувалося 1425 мешканців.
До побудови у 1863 році теперішньої цегляної Троїцької церкви, у селі існувала дерев'яна церква побудови 1752 року, а доти існувала церква 1727 року побудови, зведена на місці ще давнішого храму. Тож нинішня церква є мінімум четвертою за ліком.
У 1886 та 1905-06 рр. у селі відбувались селянські заворушення.
За даними 1971 року, у селі мешкало 1152 особи. Містився відділок радгоспу «Сквирський». Діяли 8-річна школа, клуб, бібліотека.
На 1 січня 1990 року у Селезенівці мешкало 816 осіб. На 2011 рік — 602 особи.

## Населення

### Мова
Розподіл населення за рідною мовою за даними перепису 2001 року:
| Мова       | Кількість | Відсоток |
| ---------- | --------- | -------- |
| українська | 698       | 98.17%   |
| російська  | 11        | 1.55%    |
| білоруська | 2         | 0.28%    |
| Усього     | 711       | 100%     |

## Пам'ятки
В Селезенівці розташована Троїцька церква (побудована 1863 року) — пам'ятка архітектури місцевого значення.

## Підприємства та інфраструктура
За радянських часів в селі функціонував колгосп.
На даний час в селі діють 3 підприємства та 7 фермерських господарств. Також в Селезенівці знаходяться амбулаторія загальної медичної практики, 2 магазини, будинок культури, сільська рада та пошта.

## Освіта
В селі є школа (на даний час перетворена в руїни, залишились одні стіни…) та дитсадок (зараз і школа, і дитсадок закриті в зв'язку з малою кількістю дітей, місцеві школярі вчаться у школах сусідніх населених пунктів).

## Відомі люди
- Василевський Феофан Олександрович (псевдонім — Софрон Круть) — український письменник, громадський діяч, син священика Київської єпархії, по матері походив зі старовинного козацького роду, чоловік Дніпрової Чайки. Народився в 1855 році в с. Селезенівка Сквирського повіту Київської губернії. Навчався в Київській духовній семінарії, у вищих навчальних закладах Петербурга і Одеси. В 1905 році, у Львові вийшла його книга «Записки українця з побуту між полудневими слов'янами», до якої ввійшла частина власних творів. Передмову до неї написав І. Франко. Помер 31 березня 1912 у Херсоні.
- Бойко Вадим Якович (1926 - 2019) — український письменник, прозаїк, в'язень Освенціма.
- Воликівський Андрій Титович (1888 - 1963) — український хормейстер.